# Anticarsia repugnalis
Anticarsia repugnalis là một loài bướm đêm trong họ Erebidae.